# Woreda
Woreda (ili wereda) je podjedinica državne uprave, odnosno lokalne samouprave u Etiopiji, koja predstavlja ekvivalent okrugu u većini država. Worede se sastoje od tzv. kebelea ili susjedstava koje predstavljaju najnižu razinu lokalne uprave u Etiopiji. Worede se obično grupiraju u zone, koje tvore kilil (regionalnu upravu); neke worede nisu dio zone, nego se nazivaju Posebnim woredama, koje djeluju kao autonomni entiteti.
Neke od woreda kao institucije datiraju od najstarijih vremena - tako Posebna woreda Yem te worede Gera i Goma sačuvale su granice kraljevstava kasnije absorbiranih u Etiopiju, a bivše etiopske pokrajine su također bile podjeljene na worede. Mnoge su međutim, relativno novijeg datuma. Od godine 2002. je daleko više ovlasti prebačeno na worede, koje su dobile ljudstvo i financijska sredstva kako bi mogle funkcionirati poput regionalnih vlada.